# Lasioglossum subsphecodes
Lasioglossum subsphecodes är en biart som först beskrevs av Gregory B. Pauly 1986.  Lasioglossum subsphecodes ingår i släktet smalbin, och familjen vägbin. Inga underarter finns listade i Catalogue of Life.